# Johannes de Britto

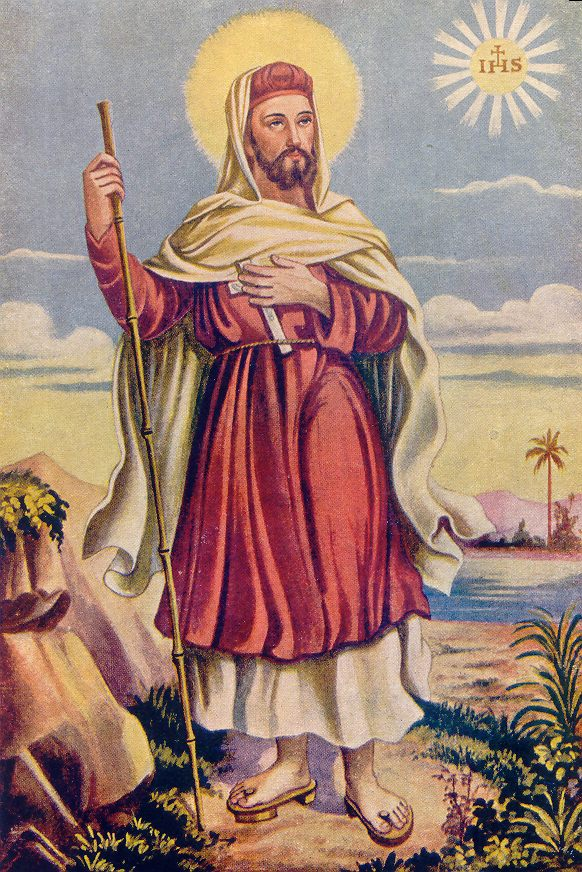
Johannes de Britto

Johannes de Britto of João de Britto (Lissabon, 1 maart 1647 – Oreiour, India, 4 februari 1693) was een jezuïet en missionaris die in India de marteldood stierf.

## Leven
Johannes de Britto trad toe tot de Sociëteit van Jezus op zijn vijftiende. Hij kreeg Madura in Zuid-India als missiegebied toegewezen. In 1673 bereikte hij Panaji. Alvorens aan zijn werk te beginnen, deed hij een dertigdaagse retraite in Ambalacate bij Cranganore. Omwille van zijn missiewerk trad De Britto toe tot de adellijke kaste van de Kshatriyas. Hij ging gekleed in een jurk van geel katoen en onthield zich van dierlijk voedsel en wijn. In 1674 ging hij op pad. Hij doorstak de Ghauts te voet en bereikte Colei in de Cauvery Delta. Daar verbeterde hij zijn kennis van de lokale taal. Zijn missiegebied reikte in noordelijk richting tot Madras en Vellore, maar het zwaartepunt van zijn bekeringsijver lag in de delta van de Kaveri: Tanjore, Madura en Marava.
In 1684 werd hij gevangengenomen in Marava. Hoewel de koning hem vrijliet, werd hij verbannen. In 1688 werd hij naar Europa afgevaardigd als vertegenwoordiger voor de driejaarlijkse vergadering van de procuratoren. Hij weerstond  verschillende pogingen om hem in Portugal te houden of tot aartsbisschop van Cranganore te benoemen en keerde in 1691 terug naar de grenzen van Madura en Marava. Na de bekering van Teriadeven, een Maravese prins, vroeg hij van hem al zijn vrouwen weg te sturen op een na. Onder de echtgenoten was er een nicht van de koning, die een vervolging tegen João de Britto in gang zette.
De Britto en anderen werden gevangengenomen en naar de hoofdstad Ramnad gebracht, waar de Brahmanen voor zijn dood pleitten. Hij werd naar Oreiour geleid waar hij onthoofd werd op 4 februari 1693.

## Verering
Vanwege zijn grote bekeringswerk tijdens zijn leven en de vele wonderen tijdens en na zijn leven werd Johannes de Britto op 21 augustus 1853 zalig verklaard door paus Pius IX. Zijn heiligverklaring volgde in 1947 door paus Pius XII. Zijn gedenkdag is op 4 februari.